# 22 Samodzielny Batalion Piechoty Zmotoryzowanej (Ukraina)
22 Samodzielny Batalion Piechoty Zmotoryzowanej „Charków” – batalion Wojsk Lądowych Ukrainy, podporządkowany 92 Samodzielnej Brygadzie Zmechanizowanej. Jako batalion obrony terytorialnej brał udział w konflikcie na wschodniej Ukrainie. Batalion stacjonuje w obwodzie charkowskim.

## Działania bojowe
14 maja 2014 roku batalion wyruszył do punktu kontrolnego pod Swatowem w obwodzie ługańskim. 5 czerwca Charków przeniesiono pod Izium w obwodzie charkowskim, gdzie miał obsadzić punkty kontrolne przy granicy z obwodami donieckim i ługańskim. 5 lipca na jednym z punktów kontrolnych w obwodzie ługańskim, pomiędzy Siewierodonieckiem a Nowoajdarem, do niewoli trafiło pięciu żołnierzy Charkowa. 16 sierpnia uwolniono ich w ramach wymiany jeńców. 6 września rakietami ostrzelano jeden z punktów kontrolnych batalionu, w wyniku czego jeden z żołnierzy zginął. Dzień później kolejny z żołnierzy zginął w wyniku wypadku lub samobójstwa. 30 września czterech żołnierzy wszczęło pijacką awanturę w siewierodonieckiej restauracji, zaczepiając jej klientów i interweniujących milicjantów. Następnie uciekli z miejsca skradzionym samochodem. Szef ługańskiej obwodowej administracji państwowej zaapelował po tym wydarzeniu do Ministerstwa Obrony Ukrainy o wycofanie Charkowa ze strefy walk i jego całkowite rozwiązanie. 17 listopada batalion wycofano ze strefy walk, a dwa dni później przemieszczono do Charkowa.